# さいたまスーパーDDT2015
『さいたまスーパーDDT2015』（さいたまスーパーディーディーティー にせんじゅうご）とは、日本のプロレス団体DDTプロレスリングによる、さいたまスーパーアリーナ コミュニティアリーナで行われた興行であり、ピーターパンシリーズ以外では初のビッグマッチ。

## 概要
- 2013年9月29日、DDT後楽園ホール大会にて高木三四郎が地方でのビッグマッチの第一歩としてさいたまスーパーアリーナ進出を宣言。
- 2014年4月2日、大会実現への足掛かりとしてテレビ埼玉で毎週放送のレギュラー番組「DDTプロレス中継 さいたまースラム!」開始。番組にて大会実現までの道程を追う。
- 2014年7月20日、DDT後楽園ホール大会にて、さいたまスーパーアリーナ コミュニティアリーナで2015年2月15日に開催することを発表。
- メインイベントであるKO-D無差別級戦は、「DDTドラマティック総選挙2014」にて1位を獲得した選手にその時点での王者への挑戦権が与えられた。

## 全試合結果
| キングオブダーク初代王者決定戦 |                                             |                                                        |
| ●伊橋剛太 DJニラ | 6分12秒 首固め                              | 福田洋◯ 星誕期                                         |
| 伊橋がキングオブダーク初代王者となる |                                             |                                                        |
| 第0試合 |                                             |                                                        |
| ◯樋口和貞 河村知哉 岩崎孝樹 | 6分40秒 カナディアンバックブリーカー        | 中津良太 鈴木大 梅田公太●                              |
| オープニングマッチ 曙軍vsヨシヒコ軍全面対抗戦 |                                             |                                                        |
| 〈曙軍〉 ◯曙 大鷲透 平田一喜 | 12分15秒 ランニングボディプレス             | 〈ヨシヒコ軍〉 ヨシヒコ アントーニオ本多● グレート小鹿 |
| アイアンマンヘビーメタル級選手権 |                                             |                                                        |
| ●アジャ・コング | 14時31分 カメラで襲撃→片エビ固め            | DDT映像班 久保佑允◯                                    |
| 久保が1013代王者に |                                             |                                                        |
| 第二試合 アイアンマン時間差入場バトルロイヤル |                                             |                                                        |
| 出場選手(入場順) 久保佑允、ヤス・ウラノ、勝俣瞬馬、相島勇人、高尾蒼馬、佐藤光留、ベルナール・アッカ、松永智充、ゼウス、赤井沙希、大石真翔、アジャ・コング |                                             |                                                        |
| ●久保 | 2分1秒 カサドーラ                           | 勝俣◯                                                  |
| 勝俣が第1014代王者に |                                             |                                                        |
| ●勝俣 | 5分57秒 逆片エビ固め                        | 佐藤◯                                                  |
| 佐藤が第1015代王者に |                                             |                                                        |
| ●佐藤 | 7分43秒 ジャックナイフ式エビ固め            | 高尾◯                                                  |
| 高尾が第1016代王者に |                                             |                                                        |
| ●アッカ | 8分35秒 OTR                                 | ゼウス◯                                                |
| ●相島 | 8分40秒 OTR                                 | ゼウス◯                                                |
| ●ウラノ | 8分51秒 OTR                                 | ゼウス◯                                                |
| ●高尾 | 10分9秒 のど輪落とし                        | ゼウス◯                                                |
| ゼウスが第1017代王者に |                                             |                                                        |
| ●佐々木 | 11分59秒 OTR                                | 越中◯                                                  |
| ●ゼウス | 10分18秒 横入り式エビ固め                   | 松永◯                                                  |
| 松永が第1018代王者に |                                             |                                                        |
| ●松永 | 11分26秒 ゼウスのラリアット→体固め          | 大石◯                                                  |
| 大石が第1019代王者に |                                             |                                                        |
| ●大石 | 12分40秒 バックドロップ                     | アジャ◯                                                |
| アジャが第1020代王者に |                                             |                                                        |
| ●赤井 | 13分44秒 垂直落下式ブレーンバスター         | アジャ◯                                                |
| 第三試合 テレ玉 presents DDT EXTREME級選手権試合 ルールランブルマッチ                                                                                     |                                             |                                                        |
| ●彰人 （第30代王者） | 10分1秒 エビ固めwithロープ                  | 旭志織◯ （挑戦者）                                     |
| 彰人が6度目の防衛に失敗、旭志織が第31代王者となる。 |                                             |                                                        |
| 第4試合 KO-D6人タッグ選手権試合 |                                             |                                                        |
| バラモン・シュウ バラモン・ケイ ゴージャス松野● （第15代王者組・ゴージャスバラモン）                                                                      | 10分16秒 コブラクラッチ                     | KUDO 坂口征夫◯ マサ高梨 （挑戦者組・酒呑童子）         |
| 第15代王者組ゴージャスバラモンが3度目の防衛に失敗、酒呑童子が第16代王者組となる                                                                           |                                             |                                                        |
| 第5試合 スーパーTLC4WAYタッグマッチ 30分1本勝負 |                                             |                                                        |
| ○高木三四郎 葛西純 | 12分20秒 カバン奪取                         | 石井慧介 入江茂弘                                      |
| 佐々木大輔 宮武俊 |                                             | MIKAMI 石川修司                                        |
| 第6試合 スペシャルシングルマッチ〜愛の記憶〜 |                                             |                                                        |
| ◯男色ディーノ | 12分40秒 男色デストロイ→漢固め              | 中澤マイケル●                                          |
| 第7試合 スペシャルシングルマッチ |                                             |                                                        |
| ●スーパー・ササダンゴ・マシン | 7分13秒 サクラバロック                      | 桜庭和志◯                                              |
| 第8試合 KO-Dタッグ選手権試合 |                                             |                                                        |
| 竹下幸之介 ●遠藤哲哉 （第50代王者） | 19分51秒 ゴーレムスプラッシュ               | 関本大介 岡林裕二◯ （挑戦者組）                        |
| 第50代王者組の竹下＆遠藤が5度目の防衛に失敗、関本＆岡林が第51代王者組となる                                                                               |                                             |                                                        |
| メインイベント KO-D無差別級選手権試合 |                                             |                                                        |
| ●HARASHIMA | 22分44秒 フェニックス・プレックス・ホールド | 飯伏幸太◯                                              |
| 第48代王者HARASHIMAが8度目の防衛に失敗、飯伏が第49代王者となる                                                                                            |                                             |                                                        |